# ویندم جنوبی، مین
ویندم جنوبی(به انگلیسی: South Windham) شهری در ایالت مین کشور ایالات متحده آمریکا است که جمعیت آن در سرشماری سال ۲۰۱۰ میلادی، ۱٬۳۷۴ نفر بوده‌است.